# Hermann Textor

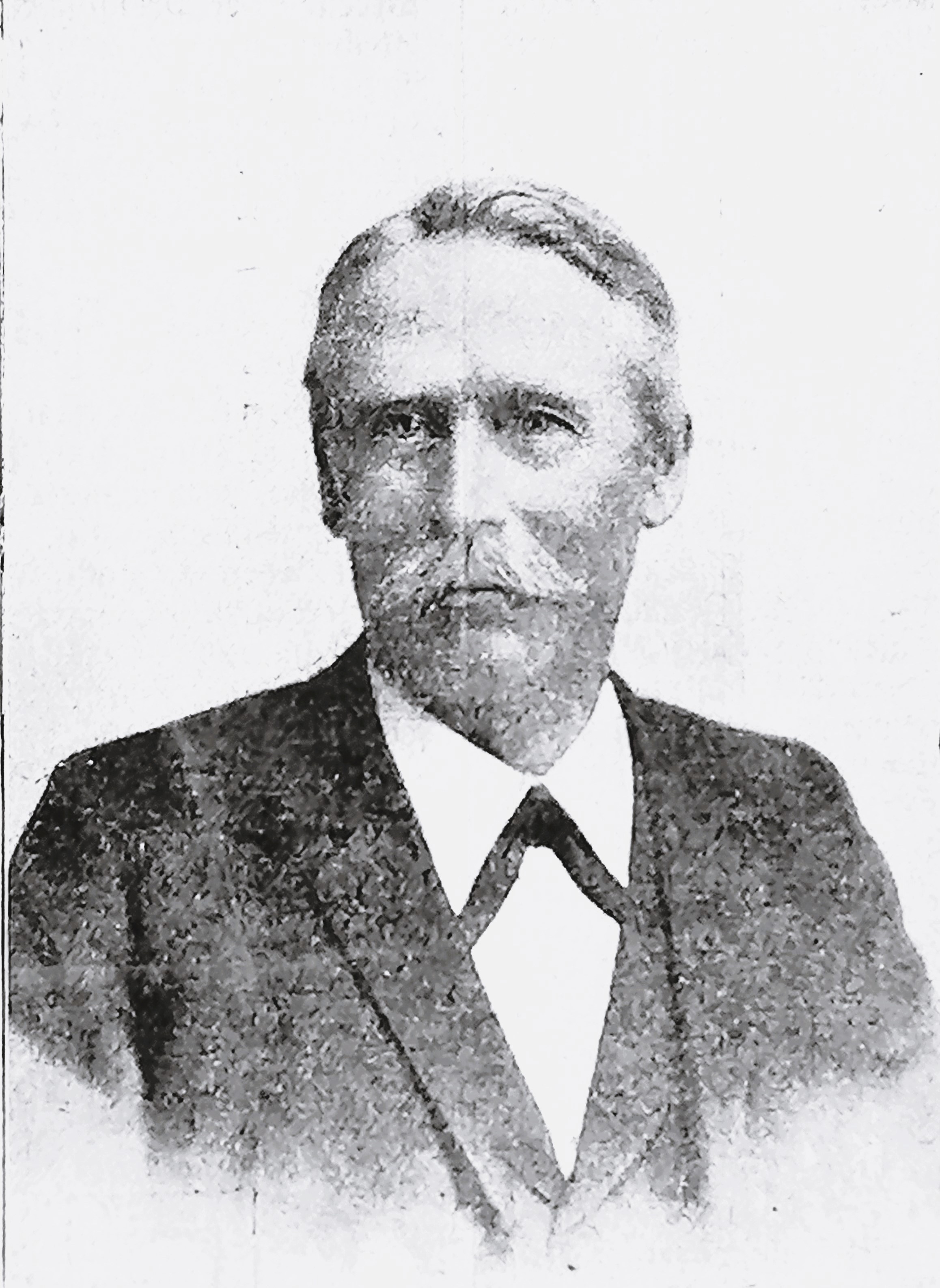
Herrmann Textor

Hermann Wilhelm Textor (* 28. Dezember 1838 in Cammin; † 3. Februar 1906 in Lübeck) war Regierungs- und Baurat, sowie Technischer Direktor in der fünfköpfigen Direktion der Lübeck-Büchener Eisenbahn-Gesellschaft (LBE).

## Leben

### Herkunft
Hermann Textor wurde als Sohn einer Gelehrtenfamilie geboren; der Nachname Textor ist die latinisierte Form von „Weber“. Nach dem Tod seines Vaters, der Konsistorialrat in Stettin war, wurde er auf der Königlichen Landesschule Pforta erzogen. Die humanistische Bildung, die er im väterlichen Haus und seiner Lehranstalt empfangen hatte, macht zeitlebens einen Grundzug seines Wesens aus.

### Laufbahn

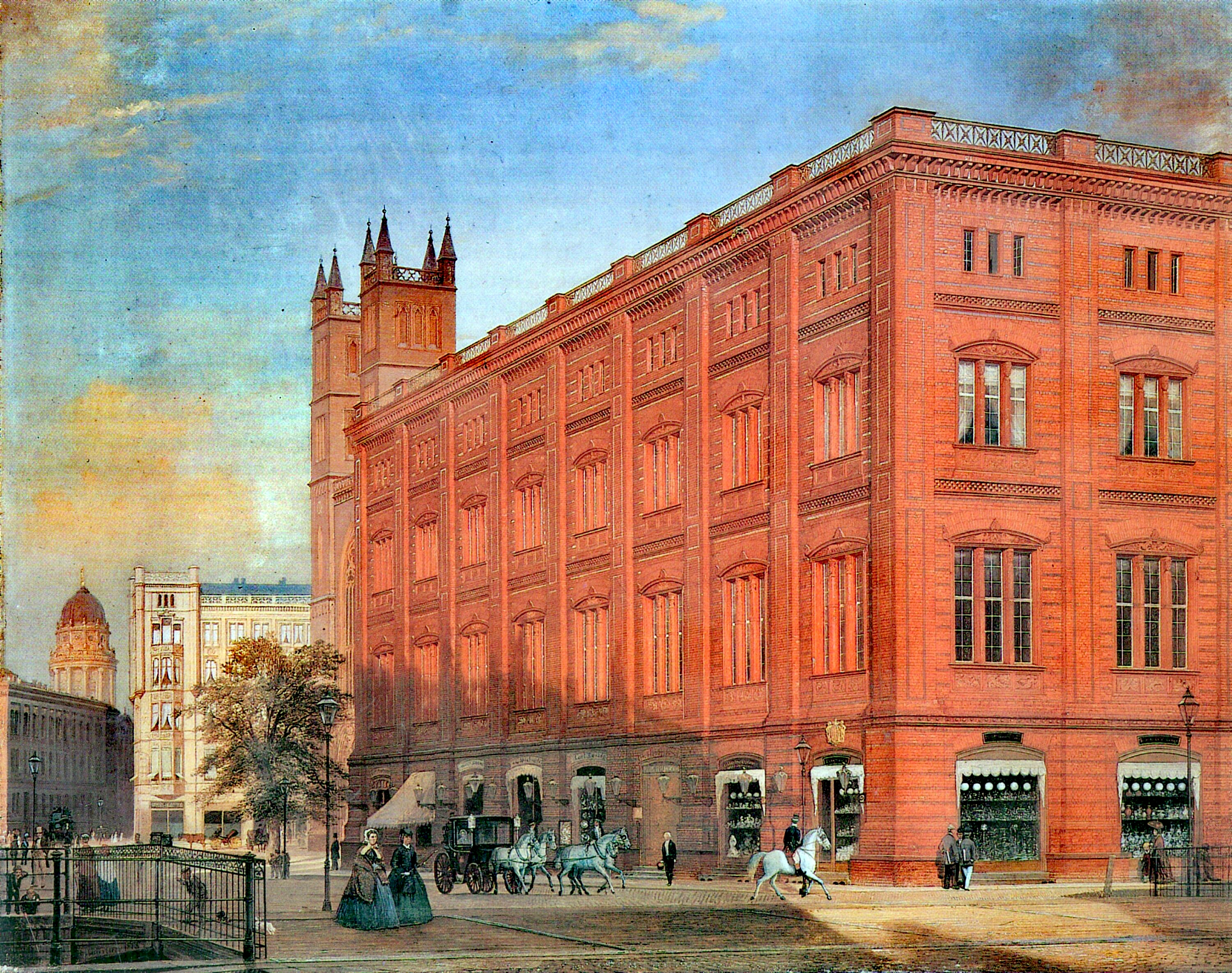
Bauakademie

Textor studierte an der Bauakademie in Berlin. Mit gewissenhaften Fleiß, ein weiterer Grundzug, eignete er sich dort und in der praktischen Tätigkeit die für seinen erwählten Beruf des Eisenbahnbaufachs erforderlichen Kenntnisse an. Nach bestandener Staatsprüfung als Baumeister trat er in den preußischen Staatsdienst und bewährte sich in der Staatsbahnverwaltung so gut, dass man ihn längerfristig als Hilfsarbeiter zur Tätigkeit im Ministerium der öffentlichen Arbeiten heranzog. Bei der Königlichen Eisenbahndirektion in Erfurt angestellt, berief man ihn zum 1. Januar 1888 für den in den Ruhestand tretenden Eisenbahndirektors der LBE, Anton Ferdinand Benda, als technisches Mitglied in der Direktion der Privatbahn.
Zu seinen Aufgaben sollten unter anderem die Umgestaltung der Eisenbahnanlagen in Hamburg und Lübeck zählen.

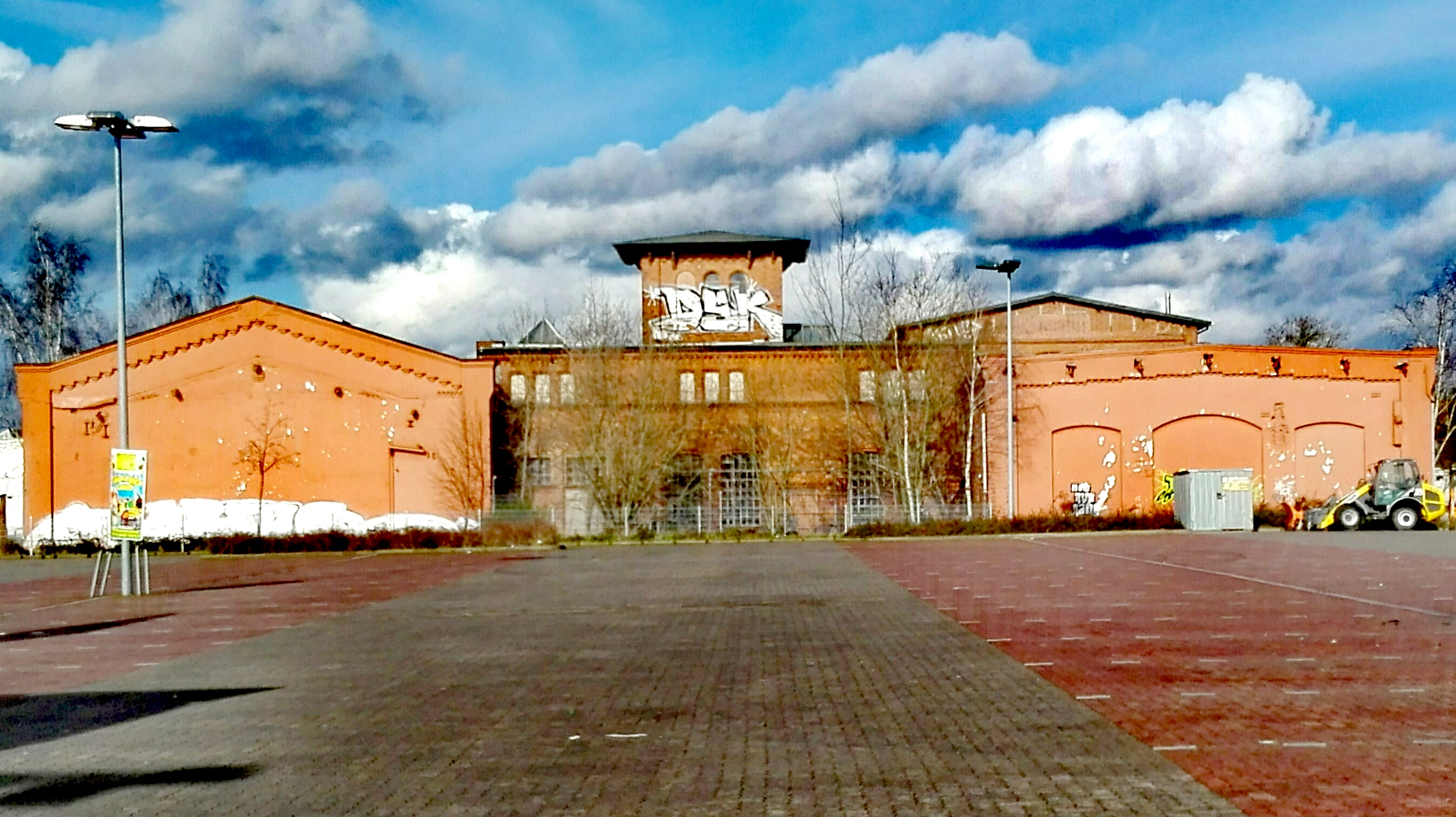
An der Cronsforder Allee

Die völlige unzulänglichen Werkstattanlagen wurden durch einen Neubau an der Cronsforder Allee, dessen Bau ohne Verzögerungen zu Ende geführt wurde, ersetzt. Im Juni 1891 zeichnete der König von Preußen den Regierungs- und Baurat a. D. hierfür mit dem Roten Adlerorden IV. Klasse aus. Kurz vorher, auf der Generalversammlung am 28. Mai 1891 von der LBE, fand ein Überführungsprojekt der Thorstraße über die Bahn beim lübeckischen Bahnhof die Zustimmung der Aufsichtsratsbehörde.
Für den nicht minder ungenügend gewordenen Bahnhof wurden Neubaupläne erdacht und entworfen. Die große Schwierigkeit dieser Aufgabe nacheinander verschiedene Lösungen zu versuchen. Durch bei einem Unfall im Frühjahr 1891 erlittene Verletzungen musste Textor bis in den Sommer 1892 von seiner Arbeit fernbleiben und auch danach brauchte es noch mehrere Jahre, bis zu seinem Tode das in der Ausführung begriffene Projekt des Neuen Bahnhofs gereift und durch Vereinbarungen mit den Staatsbehörden und den beteiligten Eisenbahnverwaltungen festgestellt war. Johann Heinrich Evers referierte schon auf der Versammlung des Vaterstädtischen Vereins am 29. April 1896 über die Bahnhofsfrage, zu der schon da von den hierzu angedachten Projekten nur zwei in Betracht kamen:
1. das sogenannte Rethteichprojekt sollte jedoch keine Kopfstation in der Nähe des Lindenplatzes, sondern eine Durchgangsstation in der Nähe des Schützenhofes erhalten
2. eine Hochlegung der Bahn auf die Wallhalbinsel, wobei der Personenbahnhof nach der Bastion Katze käme, während der Güterbahnhof an seiner gegenwärtigen Stelle verbliebe

Noch auf der am 17. Dezember 1901 abgehaltenen Versammlung des Vaterstädtischen Vereines war man in dieser Angelegenheit nicht viel weiter und Textor trug einen Vortrag über die Umgestaltung der der Bahnhofsanlagen der Stadt vor.
Inzwischen waren auch die Pläne für die Umgestaltungen der Eisenbahnanlagen in Hamburg, von denen ein wichtiger Teil der Lübeck-Büchener Eisenbahnverwaltung zufiel, nach vieljährigen Verhandlungen zum Abschluss gebracht und die Ausführung in Angriff genommen worden. Unter Textors Führung schloss die LBE 1902 den vormalig separaten hamburgischen Lübecker Güterbahnhof und verband die Bahnlinie mit dem Güterbahnhof des Hannoverschen Bahnhofs im Stadtteil Rothenburgsort, was später das erste Teilstück späteren Güterumgehungsbahn Hamburg wurde. Hierfür zeichnete ihn der Kaiser 1904 durch die Verleihung des Charakters eines Geheimen Baurats aus.
Die Verhandlungen über den Umbau des Wandsbeker Bahnhofs (1902) waren zum Ende gebracht, der Bahnhof in Altrahlstedt (1904) gebaut, die Verlängerung der Travemünder Bahn nach dem Seestrand (1898) ausgeführt, die Bahnhöfe in Ratzeburg und Mölln (1899) umgebaut und die Schlutuper Bahnanlage (1902) hergestellt.

Neue Straßenbrücke über die zukünftige Bahntrasse

Der nicht mehr den Anforderungen des Verkehrs entsprechende Oberbau der Lübeck-Hamburger Bahn ist in allen seinen Teilen erneuert und wesentlichen Verstärkungen unterzogen worden. Mit der Fertigstellung des neuen Lübecker Bahnhofs sollte er vollständig verschwunden sein. Eine weitere Aufgabe, der Textor ein besonderes Interesse zuwandte, war aus ähnlichen Gründen der Ersatz der alten durch Lokomotiven von moderner Bauart und Leistungsfähigkeit.
Anfang 1905 trat ein scheinbar unerhebliches körperliches Leiden bei ihm hervor, das wider Erwarten bald einen lähmenden Einfluss auf seine Kräfte ausübte. Im Frühjahr konnte er sich nochmals kurzfristig aufraffen, musste aber seit dem Sommer der Tätigkeit entsagen und war seine letzten vier Monate ans Bett gefesselt.

### Öffentliches Leben
Neben seinem beruflichen Wirken, wozu häufige Vertretungen des Senates bei eisenbahntechnischen Verhandlungen mit dem Reichseisenbahnamt und den Vertretern der anderen Bundesstaaten gehörten, widmete sich Textor, indem er als Mitglied verschiedener Behörden tätig war, den öffentlichen Angelegenheiten seiner neuen Heimatstadt.
Textor wurde 1891 Mitglied des Vereins für Lübeckische Geschichte und Altertumskunde der Gesellschaft zur Beförderung gemeinnütziger Tätigkeit.
Auf der kommunalen Ebene Lübecks ist er ein geschätztes Mitglied der öffentlichen Behörden tätig.
Am Stelle des verstorbenen Joh. Christian Reinboth bestimmte der Senat am 3. Juni 1893 Textor zum bürgerlichen Deputierten bei der Verwaltungsbehörde für städtische Gemeindeanstalten. Turnusmäßig schied er am 17. Juni 1899 aus und wurde durch H. G. Scharff ersetzt.
Der Bürgerausschuss erwählte ihn am 27. März 1897 anstelle des abtretenden F. A. H. Linde zum Mitglied der Oberschulbehörde. Als solcher ist er für die Sektion der Gewerbeschule und der Baugewerkschule zuständig.
und dem Kirchenvorstand von St. Lorenz, die 1900 eine neue Kirche erhalten sollte, tätig.

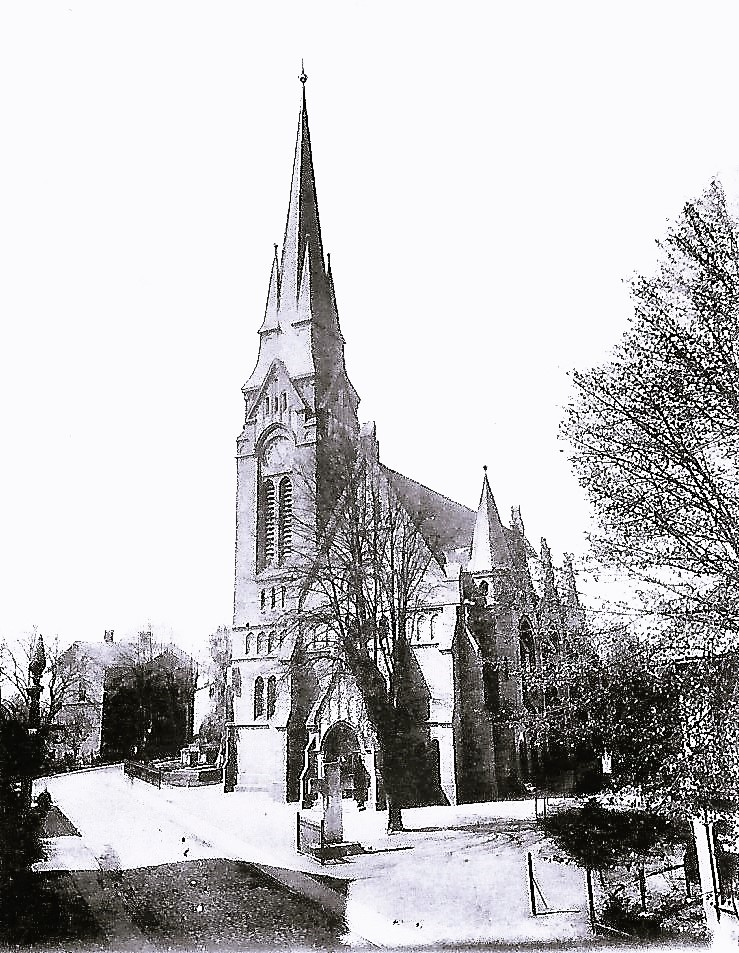
St. Lorenz-Kirche

Der neu einzusetzenden Kirchenrat der St. Lorenz-Kirche unter Johann Hermann Bousset, zu dem auch Textor gehörte, trat Anfang 1895 zusammen. Er schied am 16. Januar 1897 aus diesem wieder aus.
1898 wurde Textor von der Gemeinde in den Kirchenvorstand von St. Lorenz gewählt. Wie Johannes Bernhard, ab April 1898 dortiger Hauptpastor, war er aus denselben Gründen ein Verfechter für den Neubau der Kirche. Im Februar 1900, die alte Kirche war abgerissen und die neue noch nicht geweiht, bestätigte man ihn durch Wiederwahl im Kirchenvorstand. Am 6. Mai 1900 wurde der neugotische Bau der neuen St. Lorenz-Kirche eingeweiht.

### Beisetzung
Am 6. Februar 1906 fand in der St. Lorenz-Kirche die Trauerfeier statt. Die Andacht hielt mit Leopold Friedrich Ranke der Senior des Geistlichen Ministeriums der Evangelisch-Lutherischen Kirche in Lübeck und Hauptpastor der St.-Marien-Gemeinde. Nach der Andacht trugen Eisenbahnbeamte den in großer Anzahl eingegangenen Kränzen und Blumengestecken vor dem Sarg hinaus und durch das von Eisenbahnbeamter verschiedener Eisenbahnstationen gebildete Spalier zu dem in Sichtweite des Kirchturmes befindlichen Grab.
Im Trauerzug folgten unmittelbar hinter dem Sarg die erstmals mit ihrer schwarz umflorten Fahne erschienenen Angestellten der Hauptwerkstatt, es folgten der Bürgermeister Johann Georg Eschenburg und Senatssekretär Geise, Deputationenen vom Eisenbahnkommissariat des hiesigen und des Hamburgischen Senates, der königlichen Eisenbahndirektion Altona, der Großherzoglichen Eisenbahndirektion in Schwerin, die Direktion der Lübeck-Büchener Eisenbahn-Gesellschaft samt Ausschuss, Abordnungen der Oberbetriebsdirektion, des Verwaltungsbüros, des Bahnhofs in Lübeck, Beamte und Arbeiter des Schlutuper Bahnhofs, der Güterverwaltung in Hamburg, der Travemünder Eisenbahn, Fahrtbeamte der Bahnhofsmeistereien in Hamburg, des Ratzeburger Bahnhofs, des Lübecker Bahnhofs in Hamburg, ...
Die Familie war durch seine Witwe Maria und ihren Sohn Hans, er war ein Pionier im Rang eines Hauptmanns und als Chef der 3. Kompanie des 1. Westpreußischen Pionier-Bataillons Nr. 17 mit dem Offizierskorps und Unteroffizieren seiner Kompanie aus Thorn angereist, vertreten. Des Weiteren reisten Ernst, Superintendent a. D., und Professor Adolf Textor an.
Beim Hinablassen des Sarges in die Erde hielt Pastor Lic. Stülcken  die Trauerrede.

### Familie
Er war mit Maria, geborene Drassdo, verheiratet.

#### Hans

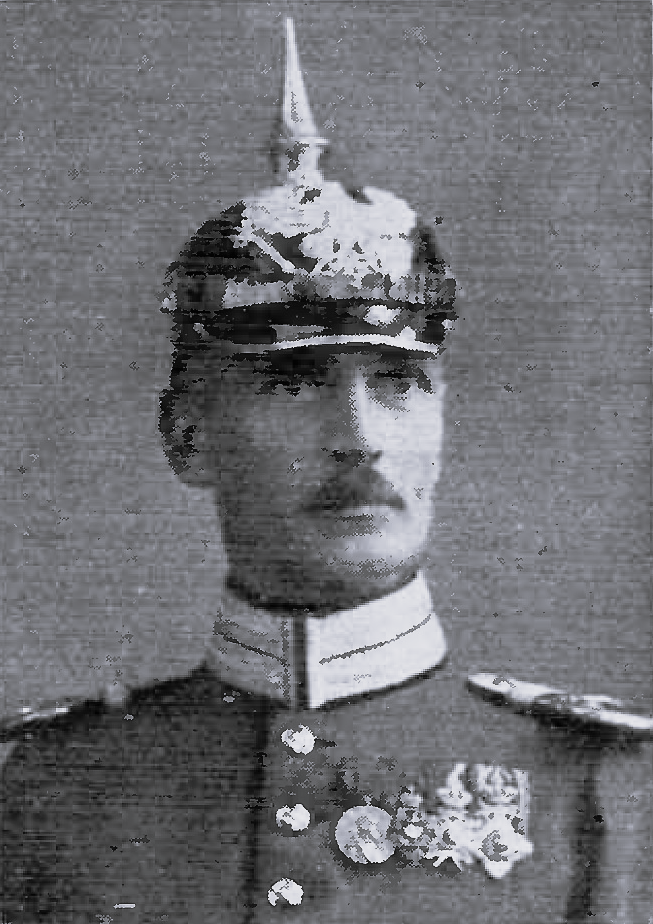

Ihr Sohn Hans (eigentlich Johannes) ging aus dem Garde-Pionier-Bataillon, dessen langjähriger Adjutant er gewesen ist, hervor. Vor dem Krieg wurden ihm bereits eine Reihe anspruchsvoller Arbeiten, siehe Auszeichnungen auf dem Portraitfoto, übertragen.
Am 1. Oktober 1913 wurde in Posen das Pionier-Bataillon Nr. 29 (PB 29) aus Kompanien des PB 25 (Mainz), PB 23 (Graudenz), PB 17 (Thorn) und PB 18 (Königsberg) neben dem PB 5 (Glogau) im V. AK formiert. Kommandeur war Major Kurt von Rössing und Textor Major beim Stab.
Die ursprünglich für den 1. Oktober 1914 geplante Wandelung des Bataillones in das Posensche Pionier-Regiment Nr. 29 wurde im Rahmen der Mobilmachung zum Ersten Weltkrieg vorgezogen. Die zwei Kompanien des unter dem Befehl Textors stehenden II. Bataillons wurden aus dem posener Ersatz-Pionier-Bataillon aufgestellt und das von Oberst Norbert Wilhelm Martin Maria Tilmann kommandierte rückte das der Belagerung feindlicher Festungen dienende Regiment am 8. August aus.
Bereits für sein erstes Gefecht am 1. September bei Ippécourt wurde Textor mit dem EK II ausgezeichnet.
In der Moreauschlucht des Argonnenwaldes lieh sich die 68. Infanterie-Brigade das II. Bataillon aus und ernannte Textor zur Erstürmung des sogenannten „Bagatelle-Pavillons“ gemäß den Anleitungen für den Kampf um Festungen am 15. zum Führer des Nordangriffs. Bei dem Versuch die feindlichen Stellungen in der Moreauschlucht im Abschnitt am 23. ebenfalls unter seiner Führung im Handstreich zu nehmen, fiel Textor.